# Quini
Enrique de Castro González (Oviedo, Asturias, España, 23 de septiembre de 1949-Gijón, Asturias, España, 27 de febrero de 2018), conocido como Quini, fue un futbolista español que jugaba como delantero.
Desarrolló su carrera profesional entre el Real Sporting de Gijón, en el que jugó un total de quince temporadas divididas en dos intervalos, 1968-1980 y 1984-1987, y el F. C. Barcelona, donde militó entre 1980 y 1984. Consiguió el Trofeo Pichichi, entregado por el diario deportivo Marca al máximo goleador del campeonato de Liga, en siete ocasiones: cinco en Primera División, tres de ellas con el Sporting —1973-74, 1975-76 y 1979-80— y dos con el Barcelona —1980-81 y 1981-82—, además de otras dos veces en Segunda División con el Sporting —1969-70 y 1976-77—. Ocupa la octava posición en la clasificación de goleadores históricos de la Primera División, con 219 tantos, y es el jugador del Sporting que más goles ha logrado en la categoría, con 165.
Falleció el 27 de febrero de 2018 a causa de un infarto agudo de miocardio.

## Biografía

### Infancia y adolescencia
Enrique Castro González nació el 23 de septiembre de 1949 en Oviedo, aunque pasó su infancia en el barrio avilesino de Llaranes. Fue el primero de los tres hijos de Enrique Castro —cuyo apodo, Quini, heredó— y María Elena González. Sus hermanos son Jesús, que fue portero del Real Sporting de Gijón durante diecisiete años y falleció ahogado en 1993 en la playa de Amió, situada en la localidad cántabra de Pechón; y Rafael, Falo, que jugó también de guardameta en el Sporting de Gijón Atlético, filial del equipo gijonés.
Quini vivió en la capital asturiana, en una casa propiedad de su abuela, hasta los cinco años, momento en que la familia se trasladó a vivir a Avilés, merced a la concesión de una vivienda en el poblado de Llaranes, construido para los trabajadores de la empresa ENSIDESA, en la que trabajaba su padre. Allí discurrió su infancia y adolescencia.
Estudió en el Grupo Escolar masculino ENSIDESA de Llaranes, encomendado por ENSIDESA a los Padres Salesianos, donde comenzó su carrera futbolística. Jugó en el equipo del colegio, el Grupo Deportivo Bosco. Así recuerda sus inicios:

Mi andadura por el fútbol, aunque parezca un tópico, comenzó prácticamente desde que nací. Pero puedo decir que comencé a jugar en "un equipo" cuando formé parte de los infantiles del Colegio de los Salesianos. [...] Mi primer campo de fútbol fue "La Carbonilla", que como su nombre indica, era de carbón fino esparcido por encima del duro terreno

En edad juvenil pasó a engrosar las filas del Bosco Ensidesa. Así recuerda dicha fase de su carrera:

Con el Bosco jugábamos en uno de los campos que recibían el nombre de "La Toba"; ya teníamos césped y a mí me parecía un magnífico estadio; su principal inconveniente era que en invierno [...] se embarraba [...]

### Inicios futbolísticos
Su carrera futbolística comenzó a ser prometedora y le resultaba difícil compaginarla con sus estudios y proyectos de futuro laboral, viéndose obligado a dejar la escuela de aprendices de Ensidesa, primero, y la empresa Montajes del Tera, a la que había entrado con la intención de aprender el oficio de soldador, después. Siendo aún juvenil, fue convocado para defender a la selección española en dos partidos del Campeonato Europeo contra Alemania, la cual apeó al combinado español del torneo.
En 1967, merced al enorme olfato goleador que había demostrado, pasó a jugar al primer equipo: el C. D. Ensidesa, de Tercera División, donde coincidió con otros históricos del Sporting como Castro, Churruca y Megido. Sus inicios en el equipo fueron algo decepcionantes: en la banda derecha, donde se le colocó en la demarcación de extremo, parecía desvanecerse la capacidad goleadora que había demostrado hasta el momento. Se produjo entonces una oferta del Real Oviedo para contratar sus servicios, ofreciéndosele jugar en el Oviedo Vetusta, filial del equipo capitalino que militaba en Tercera División. La decisión de su padre fue tajante, decantándose por mantener a su hijo en el Ensidesa, que jugaba en la misma categoría pero en el que, al tener su sede en Llaranes, se evitaba la incomodidad de los desplazamientos a la ciudad de Oviedo. Finalmente, la llegada de un nuevo técnico, José Luis Molinuevo, supuso el espaldarazo final a la carrera de Quini; Molinuevo lo alineó como delantero centro, y el jugador recuperó su acierto goleador. Un partido contra el filial del Sporting de Gijón, en el que marcó cuatro goles, despertó el interés de los ojeadores del equipo gijonés, necesitado de un ariete. Así recuerda Quini su trascendental paso por el Ensidesa:

Mi paso por el Ensidesa va muy relacionado a hechos fundamentales en mi vida. Quizás uno de los más importantes es el haber conocido a mi actual esposa siendo juvenil. También el haber elegido definitivamente el fútbol entre otras cosas [...]

El Real Sporting de Gijón contrató sus servicios el 9 de noviembre de 1968. Debutó con el conjunto rojiblanco el 22 de diciembre en el estadio Benito Villamarín de Sevilla, ante el Real Betis Balompié, formando la alineación de los gijoneses Castro, Echevarría, Florín, Uribe, Valdés, Herrero I, Lavandera, el propio Quini, Montes, Eraña y Churruca. El equipo sevillano ganó el encuentro por 1-0.

Digamos que no fue un gran debut, pero estaba contento, estaba donde quería, había dado un gran paso. El partido transcurrió con toda normalidad para todos menos para el debutante, que era yo; busqué con ahínco el gol que no pude "hacer" y corrí hasta quedar sin aire y con poca fortuna, pero estaba feliz.

El domingo siguiente volvió a ser alineado y debutó como goleador, cabeceando un centro de Echevarría en un partido contra el Racing Club de Ferrol en que el Sporting formó con Castro, Echevarría, Florín, Uribe, Valdés, Herrero I, Lavandera, el propio Quini, Solabarrieta, Eraña y Churruca.

### Primer Trofeo Pichichi y llamada de la selección
Su segunda temporada en el equipo supuso un doble hito: el Sporting consiguió, tras diez años en la categoría de plata del fútbol español, el ascenso a Primera División; en lo personal, Quini obtuvo el primero de sus siete trofeos Pichichi tras marcar veinticuatro goles y, junto con los también sportinguistas Castro, Herrero II y José Manuel, consiguió el campeonato de Europa con la selección española amateur, bajo las órdenes de José Santamaría, marcando cuatro goles en la semifinal, celebrada en Viareggio, ante Italia.
Tales éxitos hicieron que Ladislao Kubala, seleccionador nacional absoluto, se fijara en Quini, incluyéndolo por primera vez en una convocatoria en 1970. Tras una serie de entrenamientos, debutó con el combinado nacional el 28 de octubre de 1970 en el estadio de La Romareda, en Zaragoza, ante Grecia. Tras comenzar el partido como suplente, sustituyó a Gárate y marcó uno de los dos goles de España, que venció a los griegos por 2-1. El equipo español formó así: Iribar, Melo, Sol (Gallego), Uriarte, Adelardo, Costas, Amancio (Rodilla), Luis, Gárate (Quini), Marcial y Rexach. Aquel fue el primero de treinta y cinco partidos con la selección —el último fue el disputado en Madrid contra la República Federal Alemana el 2 de julio de 1982—, con la que participó en los campeonatos mundiales de Argentina 1978 y España 1982, y en la Eurocopa de Italia 1980. Como internacional, sólo llegó a anotar ocho goles al disfrutar pocas veces de la libertad del nueve, que sí tenía en el Sporting y el Barcelona, encomendándosele a veces labores de marcaje que cumplía correctamente pero no tan vistosas como las de goleador a las que estaba acostumbrado, lo cual levantó en ocasiones las críticas de la prensa, como él mismo recuerda:

Recuerdo un partido en Barcelona, en Sarriá, el 25 de febrero de 1974, jugando frente a la selección alemana. Salí con la misión específica de no dejar evolucionar a ese fenómeno del fútbol mundial que es Beckenbauer, en sus acciones de ataque y de ordenador de juego. El partido finalizó con 1-0 a nuestro favor y yo había conseguido mi objetivo [...] Pues bien, mi sorpresa fue cuando en la prensa "especializada" se me calificó con un soberano cero.

Uno de los partidos más destacados de su carrera internacional lo disputó el 20 de noviembre de 1974 en Glasgow, en el estadio Hampden Park ante Escocia, en el que marcó tres goles, uno de los cuales fue anulado, que recuerda así:

Hay una gran jugada por la derecha con centro final de Costas; mi marcador, al que había logrado eludir de un agarrón, se quedó atrás, lo cual facilita que conecté [sic] un gran chut, sobre la marcha que supondría el primer gol para España. [...] En la segunda parte, Planas realiza una jugada sensacional y me da un pase medido; [...] chuto a puerta, siguiendo la trayectoria del balón como tengo costumbre; el portero no sujeta el balón, lo que aprovecho para marcar el segundo gol. Y siguiendo mi racha, en jugada de Villar-Rexach-Roberto Martínez, consigo un buen cabezazo que suponía el tercero, pero que me anulan inexplicablemente.

También con la selección, vivió uno de los momentos más amargos de su carrera, llegando a peligrar su continuidad en el mundo del fútbol; el 16 de febrero de 1972 en el estadio Boothferry Park de Hull, Inglaterra, en un partido ante Irlanda del Norte: un codazo de George Best, mientras Quini se elevaba para cabecear un centro de Rojo I, le fracturó el pómulo izquierdo, lo cual le mantuvo más de un año inactivo. La Real Federación Española de Fútbol ordenó su traslado inmediato a España. A su llegada a Madrid fue rápidamente internado y operado, en una delicada intervención a través del interior de la boca. Su recuperación fue lenta, perdiéndose prácticamente toda la campaña 1972-73.
En la temporada 1973-74, el Sporting consiguió eludir el descenso, tras lo cual todo el equipo cumplió la promesa de recorrer los noventa kilómetros que separan Gijón de Covadonga en bicicleta. Espoleado por los ánimos de numerosos aficionados a lo largo del camino, Quini alcanzó el santuario en tercera posición.
Aquel año había obtenido su segundo Trofeo Pichichi, primero en la máxima categoría, después de marcar veinte goles. Esto hizo que se fijaran en él clubes de mayor potencial, pero el llamado derecho de retención lo mantuvo en el equipo gijonés, tras lo cual hizo unas polémicas declaraciones al diario catalán Dicen que, cuando fueron aireadas por la prensa gijonesa, molestaron a la afición sportinguista. El 7 de octubre de 1974 el Sporting jugaba contra el R. C. D. Español en el estadio El Molinón; durante los prolegómenos del partido, en los entrenamientos previos y después al saltar el equipo al campo con Quini a la cabeza, el público mostró su enfado con una sonora bronca. Cuatro goles de Quini cambiaronn completamente los ánimos de la afición, que al acabar el partido dedicó al jugador un enorme aplauso.
En lo personal, el 1 de julio de 1974 fue un día importante en la vida de Quini: en esa fecha se casó con María de las Nieves Cañada Gómez, su novia de toda la vida, en la parroquia de San Jorge de Heres, en el concejo asturiano de Gozón. Así lo recuerda él:

La verdad es que estaba con [sic] un "flan" en mi debut de hombre casado, pero aún con nerviosismo era feliz, muy feliz. A la salida de la iglesia una gran "chiquillada" con pancartas y uniformados con las camisetas rojiblancas me dieron la primera enhorabuena: los gritos de ¡VIVAN LOS NOVIOS! y ¡AUPA SPORTING! se mezclaban con el buen humor reinante.

El 10 de agosto de 1975 nació Lorena, primera de sus cuatro hijos. El segundo, nacido el 2 de octubre de 1979, se llamó, como él y como su padre, Enrique. El tercero recibió el nombre de Jorge. El cuarto se llamó Oscar.

### Fichaje por el F. C. Barcelona y secuestro
En la temporada 1975-76, Quini volvió a obtener el Trofeo Pichichi tras marcar veintiún goles pero, a pesar de ello, el Sporting descendió a Segunda División. Aquel año el F. C. Barcelona de Johan Cruyff hizo al club gijonés una oferta de 40 millones de pesetas, que en unas semanas subieron a 50, por los servicios de Quini. El entonces presidente del club catalán, Agustí Montal, viajó a Gijón con el objetivo de cerrar el fichaje, que finalmente no se concretó por la rotunda negativa del Sporting, lo cual molestó hondamente al jugador, que llegó a pensar en retirarse del fútbol:

Por aquel entonces medité mucho si retirarme o no, máxime cuando me surgió una oferta muy interesante de una firma de tejidos catalana. Si no me "arreglaba", había decidido dejarlo.

Pasaron cuatro años hasta que, finalmente, el traspaso del delantero al Barcelona se convirtió en realidad tras el pago de 82 millones de pesetas. Esto sucedió en la primera semana de junio de 1980, convirtiéndose en una de las noticias deportivas más sonadas del verano. En aquella primera temporada en Barcelona, Quini obtuvo, por sexta vez y cuarta en Primera División, el Trofeo Pichichi con veinte goles, algo completamente insólito por un acontecimiento que entonces convulsionó el fútbol español: el 1 de marzo de 1981, después de finalizado un encuentro ante el Hércules C. F. que el conjunto catalán venció por 6-0 y en el que Quini marcó dos goles, fue secuestrado por dos individuos que lo encañonaron con una pistola y se lo llevaron en su propio coche, iniciando un calvario de veinticinco días para el jugador y para sus compañeros de equipo —especialmente para Bernd Schuster, que se había hecho gran amigo del asturiano—, que llegaron a plantearse la decisión de no jugar hasta la liberación de Quini y a los que el acontecimiento conmocionó hasta el grado de sumar sólo un punto durante los cuatro encuentros en los que el jugador estuvo ausente. Su liberación infundió de ánimo a un equipo que ganó la Copa del Rey, en la que Quini también fue máximo goleador con once tantos.
Ésta fue la secuencia de los hechos: tras el partido, dos individuos, delincuentes comunes sin antecedentes, introdujeron a Quini por la fuerza en una furgoneta DKW y se lo llevaron. Hacia las dos de la mañana de aquel 1 de marzo, María Nieves, esposa de Quini, preocupada al no saber nada de su marido, a quien esperaba en el aeropuerto de El Prat con sus hijos tras regresar de Asturias, tomó un taxi, llegó a casa, donde lo encontró todo abierto y con las luces encendidas y realizó una serie de llamadas. Al comprobar que nadie sabía nada, comenzó a sospechar y avisó de lo ocurrido a la policía y la Guardia Urbana. Alexanko y Óscar Segura investigaron por su cuenta, sin resultado, y comunicaron al presidente José Luis Núñez lo ocurrido. Éste congregó a la directiva y se puso en contacto con Josep Cordech, gobernador civil, que movilizó a la Brigada Antiatracos. Alexanko, Segura y Núñez pasaron toda la noche en casa de los Castro, en medio de gran tensión.
Al día siguiente, a las 12:30 del mediodía, se presentó la denuncia oficial de desaparición. La noticia ya era pública: a casa del jugador acudieron directivos, jugadores y amigos; en la puerta de su casa se concentraron decenas de periodistas y curiosos; fueron enviados numerosos telegramas y llamadas de ánimo. En una batida de la policía, se localizó el coche de Quini, con las puertas abiertas.
A las 15:00 el diario La Vanguardia recibió una llamada falsa de un individuo anónimo que reivindicaba el secuestro como representante de un supuesto "Batallón Catalano-Español" y comunicó que Quini iba a ser liberado después del siguiente partido contra el Club Atlético de Madrid, justificando el acto porque «un equipo separatista no puede ganar la Liga». Al cabo de cuatro horas, el mismo periódico recibió la llamada de un grupo autodenominado PRE que exigía 350 millones de pesetas por la liberación del futbolista. Se desconfió de la llamada. Por la noche, Jesús y Falo, hermanos de Quini, llegaron desde Asturias, donde se quedaron los padres, muy afectados. A la salida del domicilio de Quini, José Luis Núñez declaró que «no hay ninguna noticia» y reconoció que, recientemente, varios jugadores habían recibido anónimos amenazantes. Aquel mismo día, hacia la medianoche, se encontró en una cabina de Hospitalet de Llobregat una carta firmada por el jugador en la que expresaba que se encontraba bien. Se rastreó toda la zona, pero sin éxito.
El 3 de marzo, martes, la prensa nacional e internacional se hizo eco de la noticia y publicó que los secuestradores ya se habían puesto en contacto con la entidad barcelonista y reclamaban unas cien millones de pesetas. Se produjeron numerosas muestras de solidaridad. La moral de los jugadores del Barcelona estaba destrozada y los entrenamientos se redujeron al mínimo por el nerviosismo y la tristeza. A las 23:30 de aquella noche, los secuestradores se pusieron en contacto con Mari Nieves, que les pidió poder hablar con su marido, a lo que aquellos se negaron, provocándole un ataque de nervios. Al día siguiente, los periódicos publicaron una carta de los padres de Quini suplicando su liberación y recogieron unas declaraciones del vicepresidente del Barcelona, Nicolau Casaus, en las que expresaba que está «dispuesto a dar mi vida por su libertad»; y de los jugadores del club catalán, que decían estar dispuestos a renunciar a la Liga con tal de que Quini fuera liberado.
El 5 de marzo, los compañeros de equipo de Quini se reunieron en el Camp Nou y elevaron una plegaria dirigida por mosén Joaquín Francés en español, catalán y alemán. Algunos jugadores se posicionaron a favor de no disputar el siguiente partido de Liga ante el Atlético de Madrid: Bernd Schuster afirmó que «no jugaré, además de piernas tengo corazón, sólo quiero que vuelva Quini», pero la Federación se negó a alterar el calendario. El partido se disputó el día 8, y el club culé resultó derrotado en el estadio Vicente Calderón por un 1-0. Ramírez, sustituto de Quini, salió al campo con el número 14 en vez del 9, dorsal habitual del asturiano, que le correspondería. Unos cinco mil aficionados esperaron a la plantilla en el aeropuerto de El Prat, donde recibieron a los jugadores con gritos de ¡Quini libertad!. Al día siguiente, la agencia EFE anunció que fuentes próximas a la directiva señalaban que la liberación era inminente y que el club había pactado la cantidad a pagar a los secuestradores, lo cual negó la entidad barcelonista. El 15 de marzo, ante la U. D. Salamanca, el Barcelona volvió a resultar derrotado por 2-1, y el 22 de marzo, en Zaragoza, empató 0-0.
El desenlace final del calvario de Quini se produjo el 25 de marzo de 1981. Los secuestradores habían pedido cien millones de pesetas como rescate que debían ser depositados en una cuenta bancaria en Suiza, con la excusa de que el Barcelona tuviese que cobrar una cantidad de la firma suiza Omega en la cuenta bancaria proporcionada por los captores. Nicolau Casaus se trasladó a Ginebra para supervisar la operación. La cooperación de las policías española y suiza permitió levantar el tradicional secreto bancario suizo, y se descubrió al titular de la cuenta, Víctor Manuel Díaz Esteban, un electricista de veintiséis años que no tardó en llegar a Suiza. Cuando retiró un millón de pesetas, fue inmediatamente identificado. Se investigó dónde se alojaba y se siguieron sus pasos, y fue capturado de camino al aeropuerto para coger un avión hacia París. Se obtuvo la confesión del lugar donde estaba recluido Quini: un zulo en un taller mecánico situado en la calle Jerónimo Vicens de Zaragoza. A las diez de la noche, la policía entró en el local y liberó al futbolista. Diez minutos después se pusieron en contacto con Mari Nieves, trascendiendo poco después el final feliz de la noticia. La gente se agolpa ante la Dirección General de Policía de Barcelona para esperar la llegada de Quini, que salió desde Zaragoza con el jefe de policía de la ciudad aragonesa. A las dos y media de la madrugada llegó la comitiva y un Quini demacrado, con barba de varios días y visiblemente agotado, bajó de un SEAT 131 en medio de la ovación de miles de aficionados.
Tras su liberación, Quini tuvo buenas palabras para sus captores y retiró la acusación contra ellos, aunque el Barcelona decidió seguir adelante con la causa y pedir treinta y cinco millones de pesetas de indemnización al considerar que había sido perjudicado gravemente, ya que no había ganado el título de Liga, al cual tenía serias opciones antes del secuestro. El abogado del club pidió, además, veintitrés años de cárcel para los secuestradores y dos para el encubridor. La sentencia, dictada el 15 de enero de 1982, condenó a los acusados a diez años de prisión y a pagar cinco millones de pesetas al jugador, dinero al que éste renunció.
El 24 de enero de 1982, Quini marcó el gol número 3000 en Liga para el Barcelona en el Camp Nou frente al C. D. Castellón.
El mismo Quini relató la historia del secuestro en el libro Quini, del secuesto a la libertad, con prólogo de Manuel Vázquez Montalbán y un epílogo de Pedro Ruiz. También en 1981 el periodista Manuel Bernardos Benique escribió una crónica sobre el secuestro titulada Operación miel. Años más tarde, en 2006, Miguel Mena publicó la novela Días sin tregua, basada en el secuestro sufrido por Quini. La obra obtuvo el I Premio Málaga de Novela en 2005.

### Retirada y vuelta a los estadios

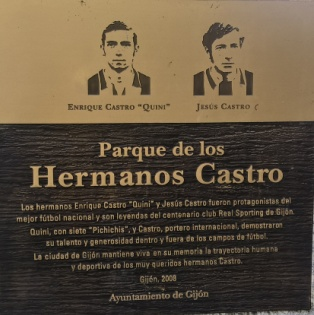
Placa del parque de los hermanos Castro, en Gijón, que homenajea a Jesús y Quini.

Con el F. C. Barcelona Quini ganó todos los títulos por equipos de su palmarés: dos Copas del Rey —en 1981, ante su exequipo, el Real Sporting de Gijón, al que marcó dos goles; y en 1983, ante el Real Madrid C. F.—; una Recopa de Europa, en 1982; una Copa de la Liga, en 1983; y una Supercopa de España, también en 1983. Tras la campaña 1983-84, con casi treinta y cinco años, decidió retirarse del fútbol y el equipo catalán le organizó un partido homenaje, polémico por la negativa del entonces presidente de la entidad, José Luis Núñez, a que participase en él Diego Armando Maradona, fichado del S. S. C. Nápoles meses atrás, cuya participación deseaba Quini, con quien el argentino mantenía buena relación. Finalmente, Núñez consiguió su objetivo y los participantes en el homenaje fueron los siguientes: su hermano Castro, Urquiaga, Núñez, Maceda, Camacho, Márquez, Da Silva, Figueroa, Cruyff, Kempes, Amarilla, Arconada, N'Kono, Giménez, Dani, Rexach, Urruti y Enrique Morán.
Un mes después del homenaje, Quini reconsideró su decisión y volvió a los terrenos de juego, retornando al Sporting de Gijón, donde militó durante otras tres temporadas. Disputó su último partido en Liga el 14 de junio de 1987 ante el Barcelona. Una vez finalizada su etapa como futbolista siguió vinculado al equipo gijonés, en el que ejerció las funciones de ayudante técnico, de delegado y, en su última etapa, como representante institucional. A lo largo de su carrera, Quini jugó 448 partidos en Primera División, en los que marcó 219 goles, que lo situaron, en el momento de su retirada, como el cuarto mayor goleador de la historia de la Liga, por detrás de Telmo Zarra, Alfredo Di Stéfano y César Rodríguez. De esos 219 goles, 165 corresponden a su etapa en el Sporting, siendo, todavía a día de hoy, el sportinguista que más tantos ha logrado en la máxima categoría.
Tras su retirada recibió varios homenajes. En la temporada 2002-03, con motivo de la 75.ª edición de la Liga española, el diario deportivo Marca le entregó, junto a Telmo Zarra, el premio Pichichi de oro por ser los dos futbolistas españoles vivos con más goles en la Primera División. En 2008, el Ayuntamiento de Gijón decidió renombrar el antiguo Parque Inglés como Parque de los Hermanos Castro, en homenaje a Quini y a su hermano Jesús.

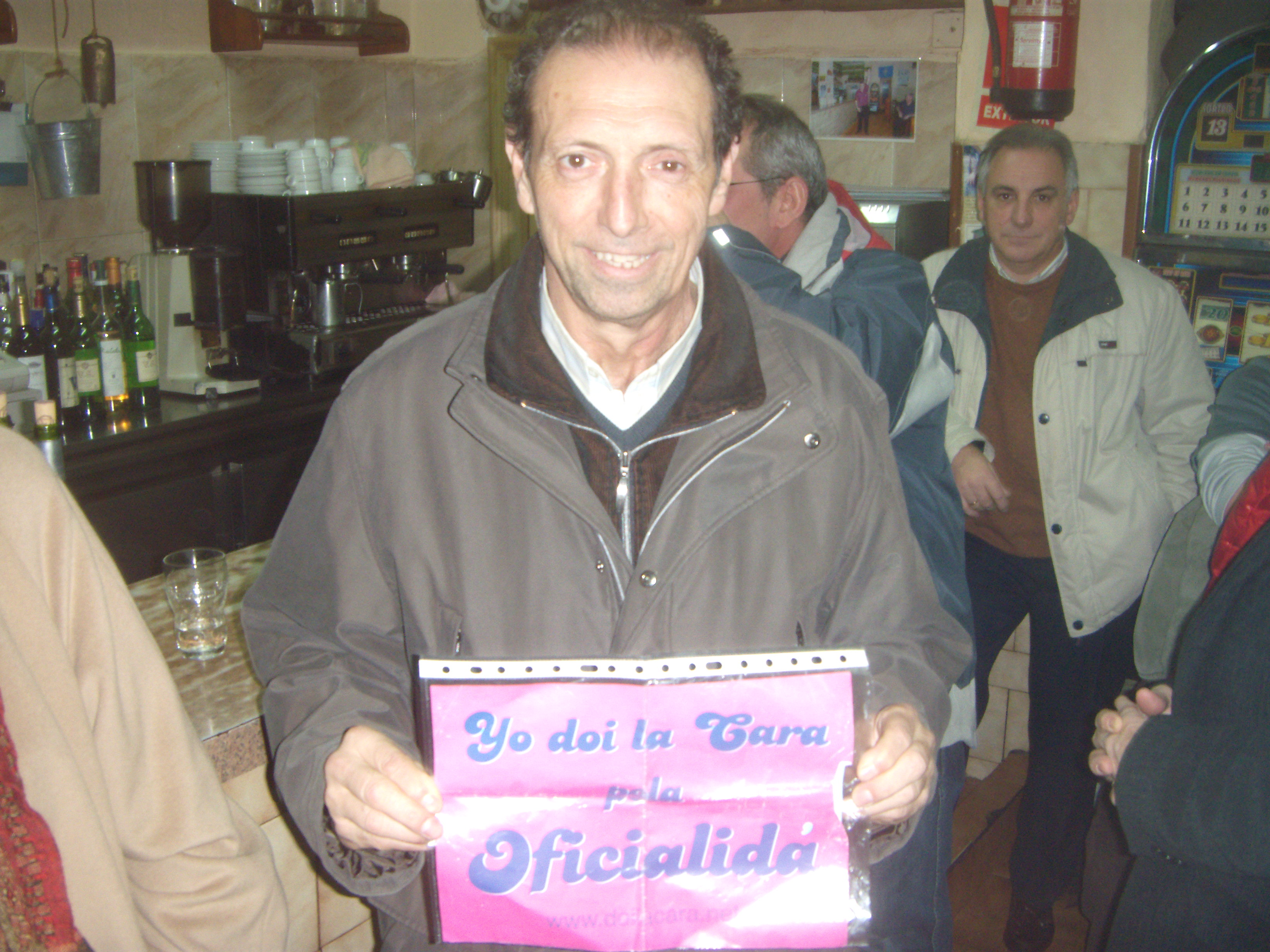
Quini, apoyando la campaña Doi la cara pola oficialidá, en favor de la cooficialidad del asturiano.

### Fuera de los terrenos de juego

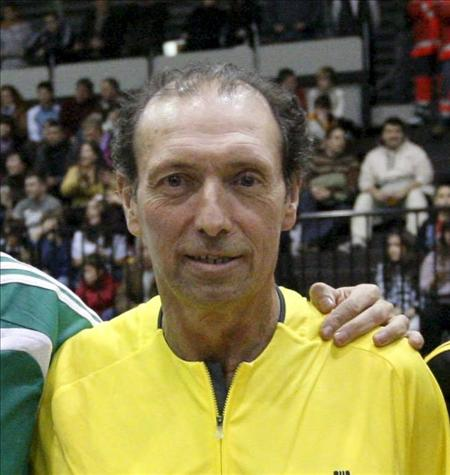
Quini.

En el año 2004 participó en el cortometraje "Lo que el ojo no ve" del director José Braña, interpretando el papel de entrenador del equipo local.
El 2 de diciembre de 2006 ingresó como patrono de honor en la Fundación Caveda y Nava, entidad ciudadana del Principado de Asturias cuyo objetivo es lograr un consenso social y político alrededor de la lengua asturiana. En el acto de ingreso, celebrado en el Monasterio de Santa María de Valdediós, situado en el concejo de Villaviciosa, Quini abogó por la consecución del mencionado consenso lingüístico. El 7 de febrero de 2008 tuvo que ser operado de una afección cancerosa de la que logró recuperarse satisfactoriamente. Además, en el mismo año, se adhirió a la campaña Doi la cara pola oficialidá, en favor del reconocimiento del asturiano como lengua cooficial en la región de Asturias.

### Fallecimiento y homenajes
Falleció a causa de un infarto el 27 de febrero de 2018. Un día después, el Ayuntamiento de Gijón aprobó por unanimidad el cambio de denominación del estadio del Real Sporting de Gijón a Estadio El Molinón-Enrique Castro Quini y en él se ofició un funeral en el que fue despedido por 14 000 personas. Fue enterrado en el cementerio de La Carriona de Avilés, donde también se encuentra su hermano Jesús.
En 2018, la Federación Española de Fútbol, bajo la presidencia de Luis Rubiales, decidió crear el Premio Enrique Castro "Quini", dedicado a "reconocer [···] los servicios personales de gran relevancia en la gestión, dirección, organización, investigación y/o promoción del fútbol, ya sea a nivel nacional o internacional". Este premio estará incluido entre los llamados Premios a los valores del deporte, otorgados por la Federación.
En el año 2015 Enrique Castro "Quini" había recibido el premio "Pueblo de Llaranes" a la trayectoria profesional de manos del Club Popular de Cultura "Llaranes" (hoy Centro de Estudios del Alfoz de Gauzón), por sus méritos deportivos y por su vinculación con el citado barrio avilesino. En el mismo año la ciudad de Gijón le dedicó una calle junto al Estadio.
En 2024, se inaugura un monumento en su memoria frente a la fachada principal del Estadio El Molinón, obra del artista gijonés Carlos García.

## Clubes
| Club                   | País   | Año       |
| ---------------------- | ------ | --------- |
| C. D. Ensidesa         | España | 1967-1968 |
| Real Sporting de Gijón | España | 1968-1980 |
| F. C. Barcelona        | España | 1980-1984 |
| Real Sporting de Gijón | España | 1984-1987 |

## Palmarés

### Campeonatos nacionales
| Título              | Club            | País   | Año  |
| ------------------- | --------------- | ------ | ---- |
| Copa del Rey        | F. C. Barcelona | España | 1981 |
| Copa del Rey        | F. C. Barcelona | España | 1983 |
| Copa de la Liga     | F. C. Barcelona | España | 1983 |
| Supercopa de España | F. C. Barcelona | España | 1983 |

### Copas internacionales
| Título           | Club            | Sede      | Año  |
| ---------------- | --------------- | --------- | ---- |
| Recopa de Europa | F. C. Barcelona | Barcelona | 1982 |

### Distinciones individuales
| Distinción                                   | Año  |
| -------------------------------------------- | ---- |
| Trofeo Pichichi (Segunda División)           | 1970 |
| Trofeo Pichichi                              | 1974 |
| Trofeo Pichichi                              | 1976 |
| Trofeo Pichichi (Segunda División)           | 1977 |
| Premio Don Balón al mejor futbolista español | 1979 |
| Trofeo Pichichi                              | 1980 |
| Trofeo Pichichi                              | 1981 |
| Trofeo Pichichi                              | 1982 |

### Participaciones en campeonatos de selecciones
| Campeonato                     | Sede      | Resultado    |
| ------------------------------ | --------- | ------------ |
| Copa Mundial de Fútbol de 1978 | Argentina | Primera fase |
| Eurocopa 1980                  | Italia    | Primera fase |
| Copa Mundial de Fútbol de 1982 | España    | Segunda fase |